# Grå trattskivling
Grå trattskivling (Clitocybe metachroa) är en svampart som först beskrevs av Elias Fries, och fick sitt nu gällande namn av Paul Kummer 1871. Grå trattskivling ingår i släktet Clitocybe och familjen Tricholomataceae.  Arten är reproducerande i Sverige. Inga underarter finns listade i Catalogue of Life.

## Bildgalleri

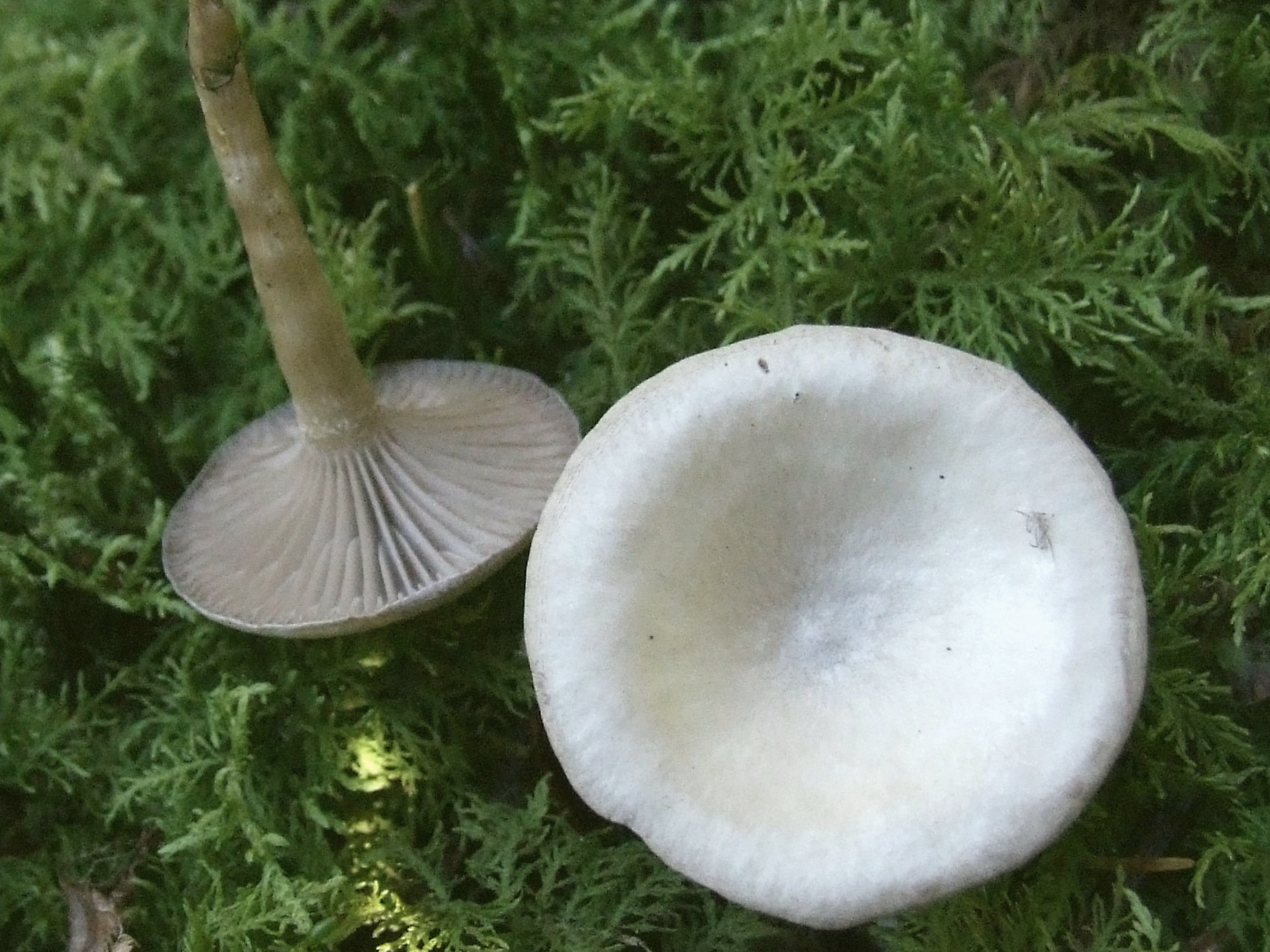
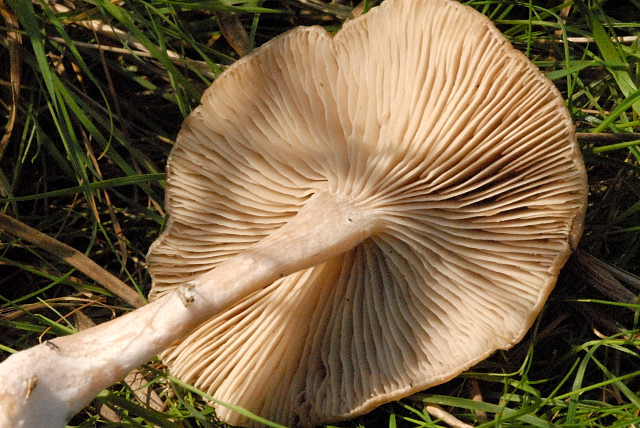